# Trevor Noah
Trevor Noah, född 20 februari 1984 i Johannesburg, är en sydafrikansk komiker, skådespelare, tv- och radioprogramledare. År 2015 tog han över som programledare för det amerikanska underhållningsprogrammet The Daily Show efter Jon Stewart. År 2023 fick Noah Erasmuspriset.
Noah är född i Johannesburg, Sydafrika. Hans mor är svart sydafrikanska och fadern är en vit schweizare. Hans tillkomst var således belagd med fängelsestraff under de dåvarande apartheidlagarna (förbudet mot rasöverskridande sex och legalisering av äktenskap över rasgränser lyftes i juni 1985, genom Immorality and Prohibition of Mixed Marriages Act). Noah är flerspråkig; han talar engelska, afrikaans, tyska, xhosa, zulu, sesotho, där de första två är de vanligaste modersmålen för färgade sydafrikaner och de senare de tre mest utbredda bantuspråken. Tyska är hans fars modersmål. Rasrelationer har varit ett återkommande inslag i Noahs komiska och samhällskritiska uppträdanden sedan hans uppgång under 2000-talet. 
I boken Frukten av ett brott  (originaltitel: Born a Crime: Stories from a South African Childhood) skildrar Noah sin egen uppväxt under apartheidregimen i Sydafrika. Den gavs ut först 2016 och kom på svenska 2019 i översättning av Kjell Waltman.